# 早乙女爱
早乙女 愛（日文：／ Saotome Ai，1958年12月29日—2010年7月20日），本名為，日本女演員。生於鹿兒島縣肝屬郡高山町（現為：肝付町）。曾與西城秀樹合演電影《愛與誠》。

## 經歷
兄弟姊妹7人中的長女（最年長），家庭經營一間印刷廠。
1974年，由《週刊少年Magazine》連載的梶原一騎原著漫畫《愛與誠》改編的同名電影開始招募主角「太賀誠」飾演者西城秀樹的合演。中學剛畢業的春假期間，她以「可以免費去東京，也可以與西城秀樹見面」為動機與朋友應募，在4萬人中選出，並與松竹簽署專屬契約。同年取自己在該電影中的角色「早乙女愛」相同的姓名為藝名初次亮相。這部電影廣受歡迎，以至於一天就收到400封愛好者來信。受其繁忙日程的影響，她雖然決定入讀鹿兒島縣立高山高中，但是只參加了入學典禮之後便留級了一年。花了4年從高中畢業後，前往東京以女演員身分繼續活躍。
1983年，在成人電影《女貓》（導演：山城新伍）中擔任主演，並開始大膽挑戰裸戲。1985年與年長7歲的江原春義結婚並共同創立化妝品公司「江原道」。婚後早乙女愛轉而飾演配角。
1996年，因自身懷孕而中途退出電視連續劇《はるちゃん》（東海電視台）的拍攝，並於1997年生下男嬰。此後早乙女愛只在電影中的個別場景出現。2000年出現在電影《新・沒有正義的戰鬥》之後從演藝界引退。
約2002年以後定居美國，2008年離婚，與2個孩子共同生活。
2010年7月20日凌晨3時51分（當地時間），於西雅圖的一家醫院內因多重器官衰竭病逝。

## 作品

### 電影
- 愛與誠（1974年）
- 女貓（1983年）
- 南京1937（1995年）

### 書籍
- （文藝春秋）